# Vasco Rossi

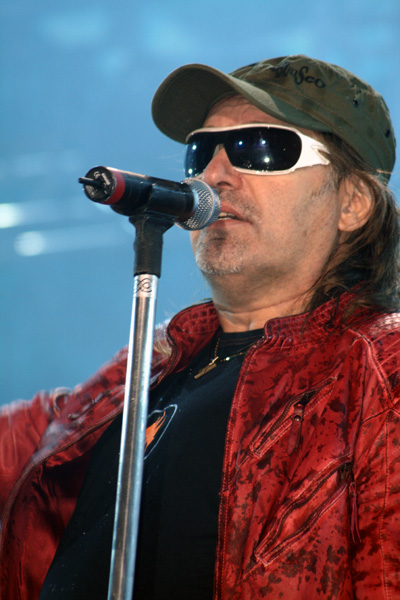
Vasco Rossi Live (2007)

Vasco Rossi (* 7. Februar 1952 in Zocca, Provinz Modena) ist ein italienischer Sänger, Cantautore und Radiomoderator.
Er ist einer der erfolgreichsten italienischen Musiker der Gegenwart. Seine Musik ist Pop-Rock mit teilweise opernhaften Melodien, adaptiert aber ein breites Spektrum an Stilen, das von Pop, Rock über Chanson und Balladen reicht.

## Werdegang
Schon als Kind war Vasco Rossi sehr musikinteressiert, so dass er, dem Wunsch seiner Mutter nachkommend, mit 14 Jahren auf eine Gesangsschule ging. Seine erste Gruppe mit Namen „Killer“ gründete er ebenfalls im Alter von 14 Jahren; sie wurde später in „Little Boys“ umbenannt. Schon bald zog er nach Bologna um, wo er einen berufsqualifizierenden Abschluss im Fach «Buchhaltung und Rechnungswesen» erlangte.
Ab 1972 interessierte Rossi sich sehr für das Theater. Zu dieser Zeit, die von Studentenunruhen geprägt war, schrieb er sich auch für ein Studium der Wirtschaft und des Handels ein. Doch verfolgte er es nicht dauerhaft, stattdessen eröffnete er die Diskothek „Punto Club“, in der er auch als Diskjockey tätig wurde. Gleichzeitig gründete Rossi mit seinen Freunden Maurizio Solieri und Massimo Riva das erste freie Radio Italiens Punto Radio, welches noch heute sendet. Auf diesem Sender stellte er auch eigene Kompositionen vor. Dies war der maßgebliche Beginn seiner Karriere.
Durch seinen Freund Gaetano Curreri motiviert, veröffentlichte Vasco Rossi 1977 seine erste Single „Jenny è pazza / Silvia“, der 1978 das erste Album „Ma cosa vuoi che sia una canzone“ folgte. Ein Jahr darauf wurde das zweite Album „Non siamo mica gli americani“ veröffentlicht.
Schon mit seinem dritten Album Colpa d’Alfredo von 1980 nahm Vasco Rossis Popularität in Italien deutlich zu, vor allem als er im staatlichen Fernsehen RAI mit seinem Auftritt und der Präsentation des Titels Sensazioni einen kleinen Skandal provozierte. Das folgende Album Siamo solo noi, welches 1981 erschien, wird gemeinhin als eines seiner besten betrachtet. Der Titelsong galt zu Beginn der 1980er Jahre als Hymne seiner Generation.
Der folgende Auftritt beim anerkannten Sanremo-Festival 1982 stellte den bedeutendsten Schritt in Rossis Karriere dar. Obwohl er als Rocker dort nicht unbedingt sein übliches Publikum erreichte, wurde er doch auf einen Schlag in ganz Italien mit seinem Lied Vado al massimo bekannt. Das folgende Album mit demselben Titel blieb 16 Wochen in den italienischen Top 10. Auch 1983 nahm Vasco Rossi wieder in Sanremo teil und spielte sein bis heute bekanntestes Lied Vita spericolata, eine Hymne an die Rebellion und die Freiheit des Individuums. Im selben Jahr gewann er den jährlichen nationalen Wettbewerb Festivalbar. Zu dieser Zeit setzte er sich ebenfalls mit den Themen seiner Tabletten- und Drogensucht auseinander, durch die er sogar Konzerte absagen musste.
1984 war für Rossi ein musikalisch erfolgreiches Jahr. Das Livealbum „Va bene, va bene così“ blieb 33 Wochen in den italienischen Charts. Privat war das Jahr hingegen sehr schwer, zumal er in einer Diskothek in der Nähe Bolognas mit 26 Gramm Kokain verhaftet wurde, daraufhin 22 Tage im Gefängnis verbringen musste und zu einer Bewährungsstrafe von zwei Jahren und acht Monaten verurteilt wurde. „Cosa succede in città“ nannte sich sein 1985er Album, welches für ihn einen Neubeginn darstellen sollte. Dies hing auch damit zusammen, dass Rossi Vater wurde, woraufhin er sich für die folgenden zwei Jahre aus der Öffentlichkeit zurückzog.
1987 kehrte Vasco Rossi mit dem Album „C'è chi dice no“ auf die Bildfläche zurück. Das Album gilt gemeinhin als großer Erfolg in Italien. Weitere Alben folgten und Rossi kehrte zum Drogenkonsum zurück, was weitere Verhaftungen und eine Geldstrafe von 2,8 Millionen Lire nach sich zog. Trotzdem blieb Vasco Rossi produktiv und veröffentlichte weitere Alben. Im Jahr 1995 bezog er bei einem Konzert in San Siro deutlich Stellung gegen den Jugoslawienkrieg. Dazu sang er das Lied „Generale“ von Francesco De Gregori, welcher als Liedermacher einer seiner wichtigsten Vorbilder war.
1997 folgte Rock, ein Album, welches eine Sammlung älterer Stücke in neuem Arrangement präsentierte. Im selben Jahr trat Vasco Rossi als Musiker beim Neapolis Rock Festival und als Autor beim Festival di Sanremo auf. Für das Sanremo-Festival schrieb er daraufhin das 1998 veröffentlichte Stück Lo zaino, welches im folgenden Jahr von der Band Stadio dort gesungen wurde. Ebenfalls 1998 erschien Canzoni per me, mit dem er alte unveröffentlichte Stücke, welche zu Beginn seiner Karriere geschrieben wurden, vorstellte. Im selben Jahr gewann Rossi zum zweiten Mal den Wettbewerb Festivalbar. In diesem Sommer trat er auch für ein einziges Konzert beim Heineken-Jammin-Festival in Imola auf. Der Auftritt wurde für die DVD Rewind gefilmt, welche 1999 erschien. Für 1999 war auch eine große Tournee geplant. Wenige Tage bevor diese startete, starb Rossis langjähriger Freund, Co-Autor, Gitarrist und Wegbegleiter „Compagno Di Avventure“ Massimo Riva. Im selben Jahr folgte die Single La fine del millennio, deren Erlöse einer Hilfsorganisation von Drogenabhängigen zugutekamen. 2000 fand eine Zusammenarbeit mit Patty Pravo statt, bei der der Titel Una donna da sognare entstand. Vasco Rossi produzierte daraufhin auch ihre CD, welche beim Festivalbar-Wettbewerb ein großer Erfolg wurde. Für das Sanremo-Festival stand er Irene Grandi als Co-Autor zur Verfügung, die in der Folge den zweiten Platz belegte.
Im Jahr 2001 veröffentlichte Rossi das Album „Stupido hotel“. Beim Festivalbar-Wettbewerb erreichte er mit dem aus diesem Album stammenden Titel „Ti prendo e ti porto via“ den dritten Platz. 2002 erschienen die ersten seiner bei EMI veröffentlichten Alben in der remasterten Originalfassung. In jenem Sommer folgten drei Konzerte vor mehr als 80000 Zuschauern im San-Siro-Giuseppe-Meazza-Stadion in Mailand, bei denen die DVD „Vasco @ San Siro ’03“ produziert wurde.
2004 veröffentlichte Vasco Rossi das Album „Buoni o cattivi“, aufgenommen zwischen Bologna und Los Angeles, welches einen Verkaufsrekord in Italien aufstellte. Auch in Amerika wurde es trotz der italienischen Texte relativ gut verkauft. Am 12. Mai 2005 wurde Vasco Rossi ein Ehrendoktortitel „honoris causa“ der IULM Mailand in Kommunikationswissenschaften verliehen. Am 9. September erschien seine Doppel-DVD „È solo un rock 'n' roll show“, in der alle Videoclips des Albums „Buoni o cattivi“ aneinandergereiht einen Videoclip von über zwei Stunden Dauer ergeben. Auch in diesem Jahr trat er beim Sanremo-Festival auf, außerhalb des Wettbewerbes sang er am Abschlussabend „Vita spericolata“ und „Un senso“, um sich so bei dem Festival für den wichtigen Start seiner Karriere zu bedanken.
Am 2. Dezember 2005 erschien „Buoni o cattivi Live Anthology 04.05“ als Doppel-CD bzw. Dreifach-DVD. Aufgenommen während der „Buoni o cattivi Tour“ 2004 und 2005. 2006 war Vasco Rossi für die nationalen Wahlen aktiv, indem er die Liste „Rosa nel Pugno“ unterstützte. Diese Partei verwendete daraufhin seinen Song „Siamo solo noi“ für ihre Wahlwerbung. Dies war das erste Mal, dass der Rocker eine politische Position einnahm.
Am 19. Januar 2007 erschien die Single „Basta poco“, die auf Rossis Veranlassung hin zunächst nicht in Geschäften zu kaufen war (der Song erschien auf CD erst 2008 im Album „Il mondo che vorrei“). Stattdessen konnte das Lied nur im Radio oder über seine Webseite gehört werden. So stellte Vasco Rossi den italienischen (legalen) Downloadrekord mit über 100.000 Downloads in zwei Tagen auf. Am 11. Mai desselben Jahres erschien die Mini-CD „Vasco Extended Play“ und am 23. November erschien die DVD „Vasco@Olimpico.07“, ein Konzert, welches am 27. und 28. Juni 2007 in Rom aufgenommen wurde.

## Diskografie
Studioalben

| Jahr | Titel Musiklabel                         | Höchstplatzierung, Gesamtwochen, AuszeichnungChartplatzierungen (Jahr, Titel, Musiklabel, Platzierungen, Wochen, Auszeichnungen, Anmerkungen) | Höchstplatzierung, Gesamtwochen, AuszeichnungChartplatzierungen (Jahr, Titel, Musiklabel, Platzierungen, Wochen, Auszeichnungen, Anmerkungen) | Anmerkungen                                                                                           |
| Jahr | Titel Musiklabel                         | IT | CH | Anmerkungen                                                                                           |
| ---- | ---------------------------------------- | --- | --- | --- |
| 1978 | …Ma cosa vuoi che sia una canzone… Lotus | IT27* Gold (2020) · (4 Wo.)IT | — | Erstveröffentlichung: 13. Mai 1978 Verkäufe: + 25.000 * Ersteinstieg 1996                             |
| 1979 | Non siamo mica gli americani! Lotus      | IT28* (2 Wo.)IT | — | Erstveröffentlichung: 30. April 1979 * Ersteinstieg 2019                                              |
| 1980 | Colpa d’Alfredo Targa                    | IT23 Gold (2021) · (6 Wo.)IT | — | Erstveröffentlichung: 3. April 1980 Verkäufe: + 25.000; 2016 Platz 72 der FIMI-Charts (4 Wochen)      |
| 1981 | Siamo solo noi Targa                     | IT19 Gold (2022) · (10 Wo.)IT | — | Erstveröffentlichung: 9. April 1981 Verkäufe: + 25.000; 1998 Platz 32 der FIMI-Charts (3 Wochen)      |
| 1982 | Vado al massimo Carosello Records        | IT11 Gold (2021) · (11 Wo.)IT | — | Erstveröffentlichung: 13. April 1982 Verkäufe: + 25.000                                               |
| 1983 | Bollicine Carosello Records              | IT3 Platin (2023) · (34 Wo.)IT | — | Erstveröffentlichung: 14. April 1983 Verkäufe: + 50.000; 2017 Platz 98 der FIMI-Charts (1 Woche)      |
| 1985 | Cosa succede in città Carosello Records  | IT2 Gold (2022) · (29 Wo.)IT | CH27 (3 Wo.)CH | Erstveröffentlichung: 9. Juni 1985 Verkäufe: + 25.000; 2002 Platz 74 der FIMI-Charts (1 Woche)        |
| 1987 | C’è chi dice no Carosello Records        | IT1 Platin (1987) + Gold (2021) · (34 Wo.)IT                                                                                                  | CH13 (10 Wo.)CH | Erstveröffentlichung: 3. März 1987 2002 Platz 73 der FIMI-Charts (1 Woche)                            |
| 1989 | Liberi liberi EMI Italiana               | IT2 Gold (2019) · (33 Wo.)IT | CH9 Gold · (9 Wo.)CH | Erstveröffentlichung: 8. April 1989 Verkäufe: + 50.000 2003 Platz 32 der FIMI-Charts (19 Wochen)      |
| 1993 | Gli spari sopra EMI Italiana             | IT1 ×10Zehnfachplatin (1994) + Platin (2022) · (39 Wo.)IT                                                                                     | CH19 (9 Wo.)CH | Erstveröffentlichung: 6. Februar 1993 Verkäufe: + 1.050.000 2001 Platz 20 der FIMI-Charts (25 Wochen) |
| 1996 | Nessun pericolo… per te EMI Italiana     | IT1 Gold · (57 Wo.)IT | CH19 (8 Wo.)CH | Erstveröffentlichung: 24. Januar 1996 Verkäufe: + 25.000                                              |
| 1998 | Canzoni per me EMI Italiana              | IT1 (46 Wo.)IT | CH24 (9 Wo.)CH | Erstveröffentlichung: 18. April 1998                                                                  |
| 2001 | Stupido hotel EMI Italiana               | IT1 Gold · (79 Wo.)IT | CH11 Gold · (26 Wo.)CH | Erstveröffentlichung: 6. April 2001 Verkäufe: + 45.000                                                |
| 2004 | Buoni o cattivi EMI Italiana             | IT1 Platin (2020) · (108 Wo.)IT | CH6 Gold · (24 Wo.)CH | Erstveröffentlichung: 2. April 2004 Verkäufe: + 70.000                                                |
| 2008 | Il mondo che vorrei EMI Italiana         | IT1 Platin (2009) · (103 Wo.)IT | CH5 (19 Wo.)CH | Erstveröffentlichung: 28. März 2008 Verkäufe: + 70.000                                                |
| 2011 | Vivere o niente EMI Italiana             | IT1 Diamant · (90 Wo.)IT | CH6 Gold · (21 Wo.)CH | Erstveröffentlichung: 29. März 2011 Verkäufe: + 315.000                                               |
| 2014 | Sono innocente Universal Italia          | IT1 ×6Sechsfachplatin · (114 Wo.)IT | CH4 (9 Wo.)CH | Erstveröffentlichung: 4. November 2014 Verkäufe: + 300.000                                            |
| 2021 | Siamo qui                                | IT1 ×2Doppelplatin · (41 Wo.)IT | CH4 (6 Wo.)CH | Erstveröffentlichung: 12. November 2021 Verkäufe: + 100.000                                           |
| 2023 | Il supervissuto                          | IT2 Platin · (… Wo.)IT | CH37 (1 Wo.)CH | Erstveröffentlichung: 3. November 2023 Verkäufe: + 50.000                                             |

grau schraffiert: keine Chartdaten aus diesem Jahr verfügbar

## Belege
1. ↑  Chartquellen (Alben):
  - M&D-Chartarchiv. Musica e dischi, abgerufen am 30. Juni 2015 (italienisch, kostenpflichtiger Abonnement-Zugang; IT bis 1994).
  - Guido Racca & Chartitalia: Top 100 FIMI Album. Lulu, 2013, S. 162 f. (IT 1995–2012).
  - Alben von Vasco Rossi. In: Italiancharts.com. Hung Medien, abgerufen am 19. September 2024 (IT seit 2000).
  - Videoalben von Vasco Rossi. In: fimi.it. Abgerufen am 19. September 2024.
  - Alben von Vasco Rossi. In: Hitparade.ch. Hung Medien, abgerufen am 19. September 2024 (CH).
2. ↑  Verkaufszahlen für C’è chi dice no in Italien (PDF-Datei, S. 44).
3. ↑  VASCO ROSSI ARRIVA AL MILIONE E VINCE DIECI DISCHI DI PLATINO. In: ricerca.repubblica.it. 25. Juni 1994, abgerufen am 26. Februar 2022 (italienisch).

| Personendaten    | Personendaten                            |
| ---------------- | ---------------------------------------- |
| NAME             | Rossi, Vasco                             |
| ALTERNATIVNAMEN  | Blasco                                   |
| KURZBESCHREIBUNG | italienischer Musiker und Radiomoderator |
| GEBURTSDATUM     | 7. Februar 1952                          |
| GEBURTSORT       | Zocca, Provinz Modena                    |